# Wlitrichia
Wlitrichia is een geslacht van schietmotten uit de familie Hydroptilidae.

## Soorten
Deze lijst is mogelijk niet compleet.
- W. intropertica J Kjaerandsen, 1997